# Platyarthrus corsicus
Platyarthrus corsicus är en kräftdjursart som beskrevs av Stefano Taiti och Franco Ferrara 1996. Platyarthrus corsicus ingår i släktet Platyarthrus och familjen myrbogråsuggor. Inga underarter finns listade i Catalogue of Life.